# Erste Synagoge Neunkirchen

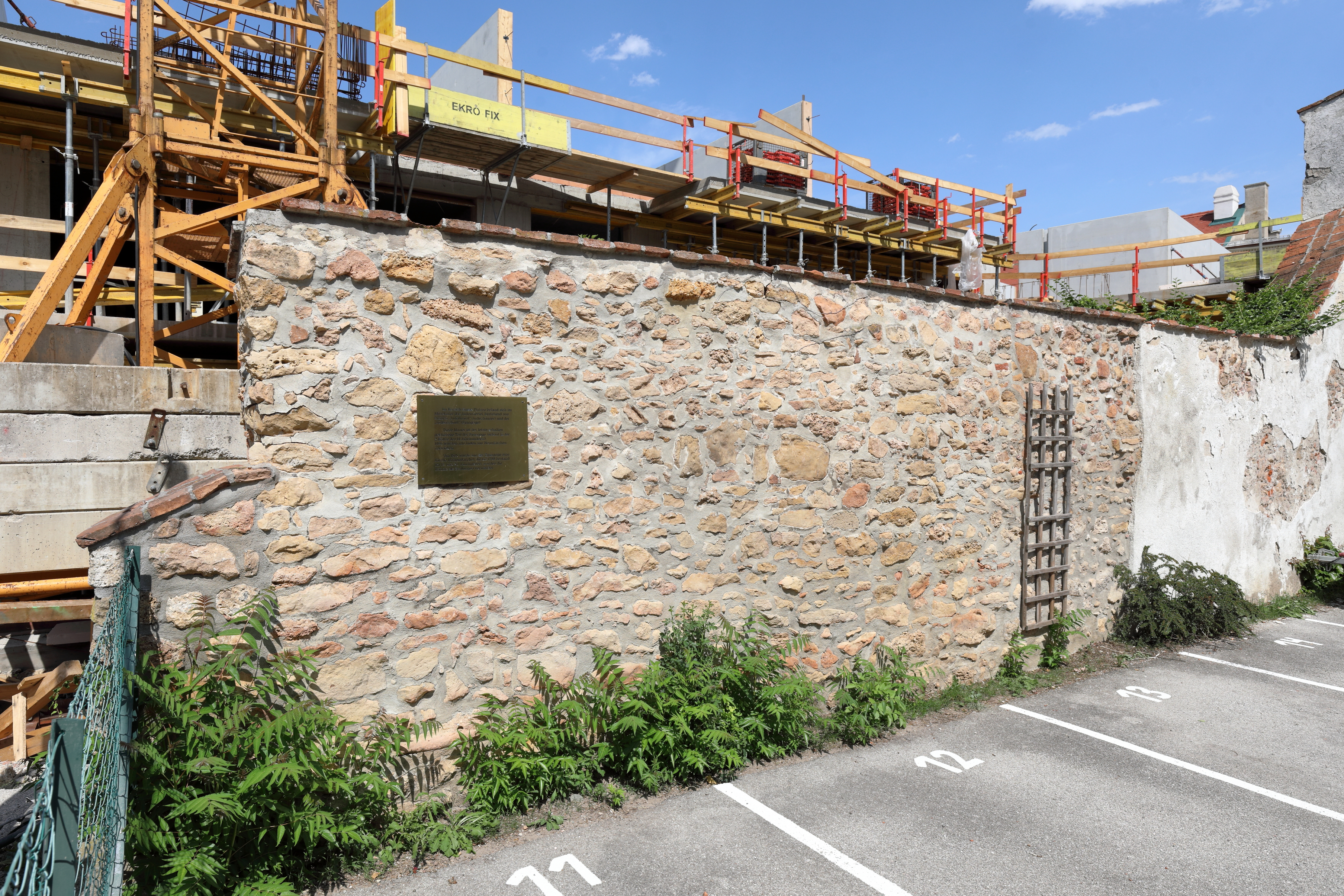
Bruchsteinmauer aus dem 14. Jahrhundert, die im März 1998 bei Abbrucharbeiten freigelegt wurde

Die Erste Synagoge Neunkirchen war eine mittelalterliche Synagoge in Neunkirchen in Niederösterreich bei der Mühlgasse 2.

## Geschichte
Im Mittelalter war Neunkirchen ein Teil der Steiermark und teilte somit die Geschichte der Juden in der Steiermark. Die ersten Juden dürften sich im Mittelalter in der Marktgemeinde an der wirtschaftlich wichtigen Straße über den Semmering angesiedelt haben. Im Jahre 1343 werden vier Familien urkundlich genannt. Der Bau der Synagoge wird für die zweite Hälfte des 14. Jahrhunderts angenommen. Von 1380 bis 1482 sind eigene Judenrichter überliefert. Das Judenviertel ging mit Schenkung von Maximilian I. im Jahre 1504 an die Hieronymusbruderschaft. Die Judengasse lag bei der Marktmühle und ist heute die Mühlgasse. Die Wiener Gesera von 1421 hat die Juden von Wiener Neustadt und Neunkirchen nicht direkt betroffen. Im Jahre 1496 mussten die Juden Neunkirchen verlassen. Der Landesfürst benötigte für den Krieg gegen die in die Steiermark und in Kärnten eingefallenen Türken Geld von den steirischen Ständen. Diese forderten als Gegenleistung die Ausweisung der Juden aus der Steiermark, damals damit auch aus Neunkirchen. Im Jahre 1504 beklagt Abt Rumpler von bayrischen Benediktinerkloster Formbach, unter deren Patronat die Mariä-Himmelfahrt-Kirche stand, dass seine Einkünfte, als die Juden noch in Neunkirchen waren, höher waren. Im Jahre 1505 wurde die Synagoge auf das Patronat Allerheiligen, nach anderer Überlieferung als Simonikirche geweiht. Das Gebäude wurde ab 1738 nicht mehr als Kirche genutzt. Die Verwendung war im 19. und 20. Jahrhundert als Stall eines Gasthauses.

## Reste der ehemaligen Synagoge
Im Jahre 1998 wurde im Zuge von Abbrucharbeiten ein Bruchsteinmauerwerk der ehemaligen Synagoge mit etwa 2 m Höhe bei der Mühlgasse 2 entdeckt.